# Jag vill andas samma luft som du
"Jag vill andas samma luft som du" är en sång skriven av Pierre Isacsson som ursprungligen spelades in av honom och utgavs på singel 1975 samt på albumet En sommarsaga.

## Framgångar på Svensktoppen
Isacsson hamnade som många gånger förr i topp på Svensktoppen, där "Jag vill andas samma luft som du" låg under perioden 8 juni-17 augusti (vilket var maximal tid då). Låten blev den tredje mest populära på hela året (se Svensktoppen 1975). Isacsson samlade totalt in fler poäng än bland annat Björn Skifs "Michelangelo" och Svenne & Lottas "Bang! En Boomerang"  innan låten under årsskiftet 1975-1976 återigen låg på samma lista, fast då framförd av Sten Carlsson & Salta mandlar.
1976 spelade musikern Nils Dacke in melodin på sitt album Nils Dacke spelar partyorgel 4.
Svenska dansband tog senare upp låten, som Leif Hagbergs (1989), Black Jack (2006) Mats Bergmans (2006) och nu senast Christer Sjögren på albumet Kramgoa låtar 2011 (2011).

### Fotnoter
1. ↑  ”Svensk mediedatabas”. http://smdb.kb.se/catalog/id/001441326. Läst 23 april 2011.
2. ↑  ”Svensk mediedatabas”. http://smdb.kb.se/catalog/id/001885027. Läst 23 april 2011.
3. ↑  ”Svensktoppen”. 28 februari 1975. http://sverigesradio.se/Diverse/AppData/Isidor/files/2023/3473.txt. Läst 23 april 2011.
4. ↑  ”Svensk mediedatabas”. http://smdb.kb.se/catalog/id/001885402. Läst 23 april 2011.
5. ↑  ”Svensk mediedatabas”. http://smdb.kb.se/catalog/id/001482605. Läst 23 april 2011.
6. ↑  ”Svensk mediedatabas”. http://smdb.kb.se/catalog/id/002034599. Läst 23 april 2011.
7. ↑  ”Svensk mediedatabas”. http://smdb.kb.se/catalog/id/002044137. Läst 23 april 2011.